# Duvall Hecht
Duvall Young Hecht (ur. 23 kwietnia 1930 w Los Angeles, zm. 10 lutego 2022 w Costa Mesa) – amerykański wioślarz, złoty medalista olimpijski.

## Kariera
Wystąpił na igrzyskach olimpijskich w Helsinkach w 1952, startując wspólnie z Jimem Fiferem i Jamesem Beggsem w dwójkach ze sternikiem. Osada USA odpadła tam w repasażach półfinałowych. Przed kolejnymi igrzyskami Hecht i Duvall zaczęli startować w dwójkach bez sternika. W krajowych eliminacjach pokonali ówczesnych mistrzów olimpijskich: Charlesa Logga i Toma Price'a, uzyskując kwalifikację olimpijską. Na igrzyskach olimpijskich w Melbourne w 1956 zdobyli złoty medal w dwójkach bez sternika, wygrywając wszystkie wyścigi. W finale wyprzedzili osady ZSRR i Austrii. Był to jego jedyny medal zdobyty na międzynarodowej imprezie tej rangi.
Kształcił się na Uniwersytecie Stanforda. Następnie służył w United States Marine Corps jako pilot myśliwca, a po zakończeniu służby pracował w Pan American World Airways.